# Marek Wasiluk
Marek Wasiluk (ur. 3 czerwca 1987 w Białymstoku) – polski piłkarz który występował na pozycji obrońcy, po zakończeniu piłkarskiej kariery trener i telewizyjny ekspert i komentator piłkarski w Viaplay Polska a następnie w TVP Sport.

## Kariera
Wychowanek Jagiellonii Białystok, w której barwach 28 lipca 2007 zadebiutował w polskiej Ekstraklasie. Przed sezonem 2008/09 przeszedł do Cracovii, skąd po trzech latach trafił do Śląska Wrocław. W barwach tej drużyny w sezonie 2011/12 sięgnął po mistrzostwo Polski. 31 lipca 2013 za porozumieniem stron rozwiązał kontrakt ze Śląskiem, a następnie związał się roczną umową z Cracovią. Na początku 2014 r. odszedł z tego klubu, by po krótkim czasie zostać graczem Widzewa Łódź, w którym zagrał 8 meczów, strzelając 1 gola z rzutu wolnego. 9 czerwca 2014 powrócił do Jagiellonii Białystok.

## Sukcesy
Drużynowe
- Złoty medal mistrzostw Polski: 2011/12 ze Śląskiem Wrocław
- Srebrny medal mistrzostw Polski: 2016/17, 2017/18 z Jagiellonią Białystok